# Florence Paradeis
Florence Paradeis, née le 20 novembre 1964 à Antony, est une plasticienne, photographe, vidéaste et collagiste française.

## Biographie
Florence Paradeis obtient un diplôme national supérieur d'expression plastique (DNSEP) en 1989 à Metz. 
Elle montre son travail dans de nombreuses expositions et publications, en France et à l'étranger. En 1994, elle bénéficie du prix Villa Médicis hors les murs, ce qui lui permet de financer un séjour aux États-Unis. Durant ce séjour en Amérique du Nord, en 1994, elle travaille notamment sur les paysages désertiques et périurbains. 
De retour en France elle acquiert une notoriété et est mentionnée en 1995 dans les opportunités à des prix encore abordables de la Foire internationale d'art contemporain (FIAC). Elle vit et travaille à Paris où elle est représentée par la galerie In Situ. Florence Paradeis enseigne également les arts plastiques à l’École nationale supérieure d'architecture de Paris-Val de Seine ainsi que la photographie et la vidéo à l’École des beaux-arts de Gennevilliers. Elle enseigne en section Photo/vidéo à l'École nationale supérieure des arts décoratifs à Paris.
Elle bénéficie d'une bourse de recherche du Centre national des arts plastiques en 2008.

## L'œuvre
Le travail photographique de Florence Paradeis est consacré notamment à la représentation de scènes du quotidien en les rejouant. L'artiste réalise des mises en scène, le plus souvent dans des intérieurs et autour d'un personnage, en créant des « simulacres d'instants arrêtés ». La théâtralité des situations et la réinterprétation de situations quotidiennes donnent à la situation ainsi figée un caractère étrange ou énigmatique. 
Ses œuvres vidéos, technique qu'elle utilise depuis 1996, utilisent le hors-champ, l'ellipse, le contre-champ, et de courts plans fixes montés en boucle, créant un espace se situant entre image fixe et image en mouvement. 
Pour l'exposition « Étranges mécaniques » au château de Rentilly en 2006, organisée par le Fonds régional d'art contemporain d'Île-de-France, elle abandonne les mises en scène pour des instantanés au reflex,.
À partir des années 2000, la technique du collage lui permet de prolonger ses réflexions sur la construction d'images, la représentation du quotidien et la notion d'extérieur,.
En 2013, elle coréalise, aux côtés de Claire Guezengar et Virginie Barré, le film Odette Spirit, présenté notamment au centre d'art 40mcube à Rennes

## Collections publiques
Plusieurs de ses œuvres font partie de collections de musées et d'institutions artistiques. Notamment, outre les FRAC Limousin, Île-de-France et Languedoc-Roussillon, en 2007, la Caisse des dépôts et consignations a fait don au musée national d'art moderne Georges-Pompidou à Paris de sa collection de photographies contemporaines qui incluait des travaux de Florence Paradeis.

## Expositions personnelles
- « Corpse & body », Frac des pays de la Loire, 2014
- « L'écho / Ce qui sépare », Frac Carquefou, 2014
- « Temps sensibles », galerie In Situ, Paris, France, 2014
- « Gares & Connexions », Frac Basse-Normandie, 2013
- « Premiers Amours 1988-1989 », La Conserverie, Metz, France, 2012[12]
- « Till the end », Galerie In Situ, Paris, France, 2010
- « Drink in park », dialogue avec Sylvain Rousseau, CRAC Languedoc-Roussillon, Sète, France, 2010
- « Florence Paradeis », École supérieure des beaux-arts de Tours, Tours, France, 2005
- « Chronique », Galerie In Situ, Paris, France, 2004[13]
- « Exposition# 9 », Villa Saint-Clair, École des beaux-arts de Sète, Sète, France, 2003
- « Espace Jules Verne », Centre d'art contemporain, Brétigny-sur-Orge, France, 2002
- « Direct Producteur », commande photographique, Fos-sur-Mer, France, 2000
- « Imago », Rencontres de photographie et de vidéo, Salamanque, Espagne, 2000
- Centro Gallego de Arte Contemporáneo (es), Saint-Jacques-de-Compostelle, Espagne, 2000
- Galerie Raffaella Cortese, Milan, Italie, 1999
- Le Creux de l'enfer, Thiers, France, 1998
- Le Parvis scène nationale Tarbes Pyrénées, Ibos, France, 1998
- « Solo # 4 », Kunstmuseum, Bonn, Allemagne, 1998
- Institut français, Prague, République tchèque, 1997
- « Mirades i Vi(ver)sions », avec Carmen Navarrete, Fondation « La Caixa » (es), Barcelone, Espagne 1996
- The Showroom, Londres, Angleterre, 1996
- « Aldebaran », Espace d'art contemporain, Baillargues, 1996
- FRAC Languedoc-Roussillon, Montpellier, France, 1996
- Fri-Art, Fribourg, Suisse, 1996
- Galerie des Archives, Paris, France, 1995
- CRG Art Incorporated, New York, États-Unis, 1995[14]
- Dispositif photo / vidéo, Printemps de Cahors, France, 1995
- FRAC Limousin, Chapelle Saint-Libéral, Brive, France, 1993[15]
- Galerie Fac-Simile, Milan, Italie, 1992